# Sports Illustrated

Logo van Sports Illustrated

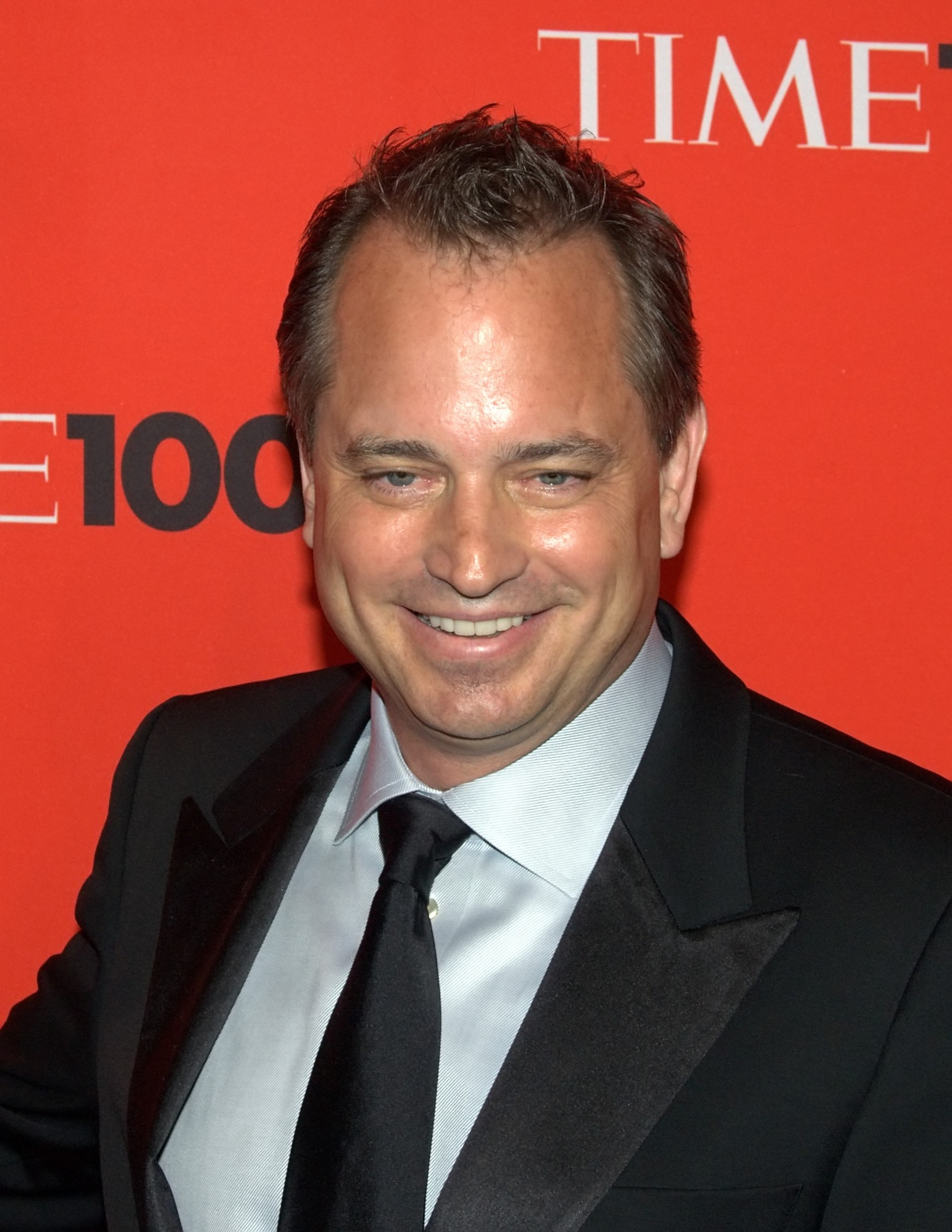
Mark Ford (2010), bestuurder van Sports Illustrated

Sports Illustrated is een Amerikaans sporttijdschrift dat wordt uitgegeven door tijdschriftenuitgever Time Inc.
Sinds 1954 reikt het blad elk jaar verscheidene sportprijzen uit, waaronder Sportsperson of the Year. In 1999 benoemde het Muhammad Ali tot Sportsman of the Century.
Jaarlijks wordt een speciaal nummer uitgebracht waarin vrouwelijke modellen, beroemdheden en atleten in badpak poseren. De cover van deze Sports Illustrated Swimsuit Issue wordt beschouwd als een belangrijke erkenning voor topmodellen.

## Sportsperson of the Year
- 2024 - Simone Biles (turnen)
- 2023 - Deion Sanders (American football)
- 2022 - Stephen Curry (basketbal)
- 2021 - Tom Brady (American football)
- 2020 - Laurent Duvernay-Tardif en Patrick Mahomes (beiden American football), LeBron James en Breanna Stewart (beiden basketbal) en Naomi Osaka (tennis)
- 2019 - Megan Rapinoe (voetbal)
- 2018 - Golden State Warriors (basketbal)
- 2017 - José Altuve (honkbal) en J.J. Watt (American football)
- 2016 - LeBron James (basketbal)
- 2015 - Serena Williams (tennis)
- 2014 - Madison Bumgarner (honkbal)
- 2013 - Peyton Manning (American football)
- 2012 - LeBron James (basketbal)
- 2011 - Mike Krzyzewski en Pat Summitt (beide basketbal)
- 2010 - Drew Brees (American football)
- 2009 - Derek Jeter (honkbal)
- 2008 - Michael Phelps (zwemmen)
- 2007 - Brett Favre (American football)
- 2006 - Dwyane Wade (basketbal)
- 2005 - Tom Brady (American football)
- 2004 - Boston Red Sox (honkbalploeg)
- 2003 - Tim Duncan en David Robinson (beide basketbal)
- 2002 - Lance Armstrong (wielrennen) --- Verkozen tot All-Time Greatest Sportsman
- 2001 - Curt Schilling en Randy Johnson (honkbal)
- 2000 - Tiger Woods (golf)
- 1999 - Amerikaans voetbalelftal (vrouwen) (voetbal)
- 1998 - Mark McGwire en Sammy Sosa (honkbal)
- 1997 - Dean Smith (basketbal)
- 1996 - Tiger Woods (golf)
- 1995 - Cal Ripken Jr. (honkbal)
- 1994 - Bonnie Blair en Johann Olav Koss (beide schaatsen)
- 1993 - Don Shula (American football)
- 1992 - Arthur Ashe (tennis)
- 1991 - Michael Jordan (basketbal)
- 1990 - Joe Montana (American football)
- 1989 - Greg LeMond (wielrennen)
- 1988 - Orel Hershiner (honkbal)
- 1987 - Athletes Who Care: Bob Bourne, Judi King, Kip Keino, Dale Murphy, Chip Rives, Patty Sheehan, Rory Sparrow, Reggie Williams
- 1986 - Joe Paterno (American football)
- 1985 - Kareem Abdul-Jabbar (basketbal)
- 1984 - Edwin Moses (atletiek) en Mary Lou Retton (gymnastiek)
- 1983 - Mary Decker (atletiek)
- 1982 - Wayne Gretzky (ijshockey)
- 1981 - Sugar Ray Leonard (boksen)
- 1980 - US Olympic Hockey Team (ijshockey)
- 1979 - Willie Stargell en Terry Bradshaw (American football)
- 1978 - Jack Nicklaus (golf)
- 1977 - Steve Cauthen (paardensport)
- 1976 - Chris Evert (tennis)
- 1975 - Pete Rose (honkbal)
- 1974 - Muhammad Ali (boksen)
- 1973 - Jackie Stewart (motorsport)
- 1972 - John Wooden (Basketbal) en Billie Jean King (tennis)
- 1971 - Lee Trevino (golf)
- 1970 - Bobby Orr (ijshockey)
- 1969 - Tom Seaver (honkbal)
- 1968 - Bill Russell (basketbal)
- 1967 - Carl Yastrzemski (honkbal)
- 1966 - Jim Ryun (atletiek)
- 1965 - Sandy Koufax (honkbal)
- 1964 - Ken Venturi (golf)
- 1963 - Pete Rozelle (American football)
- 1962 - Terry Baker (American football)
- 1961 - Jerry Lucas (basketbal)
- 1960 - Arnold Palmer (golf)
- 1959 - Ingemar Johansson (boksen)
- 1958 - Rafer Johnson (atletiek)
- 1957 - Stan Musial (honkbal)
- 1956 - Bobby Morrow (atletiek)
- 1955 - Johnny Podres (honkbal)
- 1954 - Roger Bannister (atletiek)